# Richard Scroope
Richard Scroope foi bispo de Carlisle. Scroope foi seleccionado no dia 1 de fevereiro de 1464 e consagrado no dia 24 de junho de 1464. Ele faleceu quatro anos depois, a 10 de maio de 1468.